# به کرجی‌ران پول نده
«به کرجی‌ران پول نده» (به انگلیسی: Don't Pay the Ferryman) تک‌آهنگی از کریس دی‌برگ است.